# Кублинский, Александр
Александр Кублинский (латыш. Aleksandrs Kublinskis, в советских документах Александр Петрович Кублинский; 11 сентября 1936, Рига — 24 января 2018) — советский и латвийский композитор, автор более 200 эстрадных песен.

## Биография
Родители не были профессиональными музыкантами, но очень хотели воспитать из сына пианиста, мама сама брала частные уроки игры на фортепиано. По семейной легенде, за предсказанием судьбы даже обращались к известному латышскому ясновидящему Финку, и тот сказал, что и Александр, и второй сын в семье будут художниками.
Александр учился в музыкальной школе имени Эмиля Дарзиня в Риге, где был одноклассником Мариса Лиепы.
Отслужил срочную службу в Советской армии. Работал в Рижском эстрадном оркестре, художественный руководитель и дирижёр оркестра с 1959 по 1961 год.
Известен, прежде всего, как автор песни «Ноктюрн» (латыш. Noktirne, А. Кублинский — Ю. Брежгис, русск. пер. Г. Горский). Сотрудничал с рижской группой «Эолика» (песни «Noktirne», «Zemeņu lauks» (рус. Земляничная поляна), «Minikleitiņa» (рус. Юбочка) и другие), московским вокальным квартетом «Аккорд» (песни «Ноктюрн», «Сердце Данко», «Белый аист», «Слушай весну», «За лесными стёжками», «Где-то за радугой» (слова А. Дмоховского) и др.), певицей Ларисой Мондрус и другими известными исполнителями.
Песню А. Кублинского «Zemeņu lauks» (рус. «Земляничная поляна») Йоко Оно назвала одной из самых красивых в мире.
В 1995 году издал автобиографию «Альбатрос».
Умер 24 января 2018 года.

## Дискография
- 1967 — Вокальный квартет «Аккорд» (гибкая грампластинка)
- 1969 — Эстрадные песни (миньон; исполняет ВИА «Эолика»)
- 1972 — Илония (Песни А. Кублинского) (миньон)
- 1982 — Йола. Эстрадные песни (гигант)

Песни А. Кублинского включены также во многие другие сборники эстрадных песен.

## Семья
- Брат Михаил Кублинский (1939—2020) — известный театральный и кинорежиссёр, заслуженный артист Латвийской ССР (1976), режиссёр Латвийского Национального театра.

## Награды и звания
- Кавалер ордена Трёх звёзд (2017)[5].
- Национальная музыкальная премия Латвии (2003) — за вклад в развитие латышской музыки.